# Gaugeac
Gaugeac ist eine französische Gemeinde mit 107 Einwohnern (Stand 1. Januar 2022) im Département Dordogne in der Region Nouvelle-Aquitaine.

## Geografie
Die Gemeinde liegt im Süden des Périgord, etwa 30 km von Bergerac entfernt. 

## Bevölkerungsentwicklung
| Jahr      | 1962 | 1968 | 1975 | 1982 | 1990 | 1999 | 2006 | 2016 |
| Einwohner | 131  | 125  | 122  | 121  | 123  | 118  | 115  | 115  |

## Sehenswürdigkeiten
- Die Kirche Saint-Pierre-ès-Liens
- Das Schloss Saint-Germain aus dem 15. Jahrhundert